# Jimi Salonen
Jimi Salonen (ur. 3 października 1994 w Muurame) – fiński narciarz dowolny, specjalizujący się w jeździe po muldach. W 2011 roku wystartował na mistrzostwach świata juniorów w Jyväskylä, zajmując czwarte w jeździe po muldach. Jeszcze trzykrotnie startował na imprezach tego cyklu, jednak nie uzyskał lepszego rezultatu. W 2013 roku wystąpił na mistrzostwach świata w Voss, zajmując 38. miejsce w jeździe po muldach i ósme w muldach podwójnych. Podczas rozgrywanych dwa lata później mistrzostw świata w Kreischbergu zajął odpowiednio 30. i 14. miejsce. Brał także udział w igrzyskach olimpijskich w Soczi w 2014 roku, kończąc rywalizację w jeździe po muldach na osiemnastej pozycji. W zawodach Puchar Świata zadebiutował 10 grudnia 2011 roku w Ruka, zajmując 47. miejsce w jeździe po muldach. Pierwsze pucharowe punkty wywalczył 9 marca 2012 w Åre, zajmując 21. miejsce. Na podium zawodów tego cyklu po raz pierwszy stanął 6 lutego 2016 roku w Deer Valley, gdzie był drugi w muldach podwójnych. W zawodach tych rozdzielił Francuza Anthony’ego Bennę i Dmitrija Rejcherda z Kazachstanu.

## Osiągnięcia

### Igrzyska olimpijskie
| Miejsce | Dzień     | Rok  | Miejscowość | Konkurencja      | Zwycięzca          |
| ------- | --------- | ---- | ----------- | ---------------- | ------------------ |
| 18.     | 10 lutego | 2014 | Soczi       | Jazda po muldach | Alexandre Bilodeau |
| 16.     | 12 lutego | 2018 | Pjongczang  | Jazda po muldach | Mikaël Kingsbury   |
| 20.     | 5 lutego  | 2022 | Pekin       | Jazda po muldach | Walter Wallberg    |

### Mistrzostwa świata
| Miejsce | Dzień       | Rok  | Miejscowość | Konkurencja      | Zwycięzca          |
| ------- | ----------- | ---- | ----------- | ---------------- | ------------------ |
| 38.     | 6 marca     | 2013 | Voss        | Jazda po muldach | Mikaël Kingsbury   |
| 8.      | 8 marca     | 2013 | Voss        | Muldy podwójne   | Alexandre Bilodeau |
| 30.     | 18 stycznia | 2015 | Kreischberg | Jazda po muldach | Anthony Benna      |
| 14.     | 19 stycznia | 2015 | Kreischberg | Muldy podwójne   | Mikaël Kingsbury   |
| 7.      | 8 lutego    | 2019 | Deer Valley | Jazda po muldach | Mikaël Kingsbury   |
| 27.     | 9 lutego    | 2019 | Deer Valley | Muldy podwójne   | Mikaël Kingsbury   |
| 28.     | 8 marca     | 2021 | Ałmaty      | Jazda po muldach | Mikaël Kingsbury   |
| 24.     | 9 marca     | 2021 | Ałmaty      | Muldy podwójne   | Mikaël Kingsbury   |

### Puchar Świata

#### Miejsca w klasyfikacji generalnej
- sezon 2011/2012: 216.
- sezon 2012/2013: 233.
- sezon 2013/2014: 175.
- sezon 2014/2015: 85.
- sezon 2015/2016: 21.
- sezon 2016/2017: 78.
- sezon 2017/2018: 267.
- sezon 2018/2019: 54.
- sezon 2019/2020: 65.

Od sezonu 2020/2021 klasyfikacja jazdy po muldach jest jednocześnie klasyfikacją generalną.
- sezon 2020/2021: 19.
- sezon 2021/2022: 10.

#### Miejsca na podium w zawodach
1. Deer Valley – 6 lutego 2016 (muldy podwójne) – 2. miejsce